# Ajoarriero
 (mai 2019).
Si vous disposez d'ouvrages ou d'articles de référence ou si vous connaissez des sites web de qualité traitant du thème abordé ici, merci de compléter l'article en donnant les références utiles à sa vérifiabilité et en les liant à la section « Notes et références ».

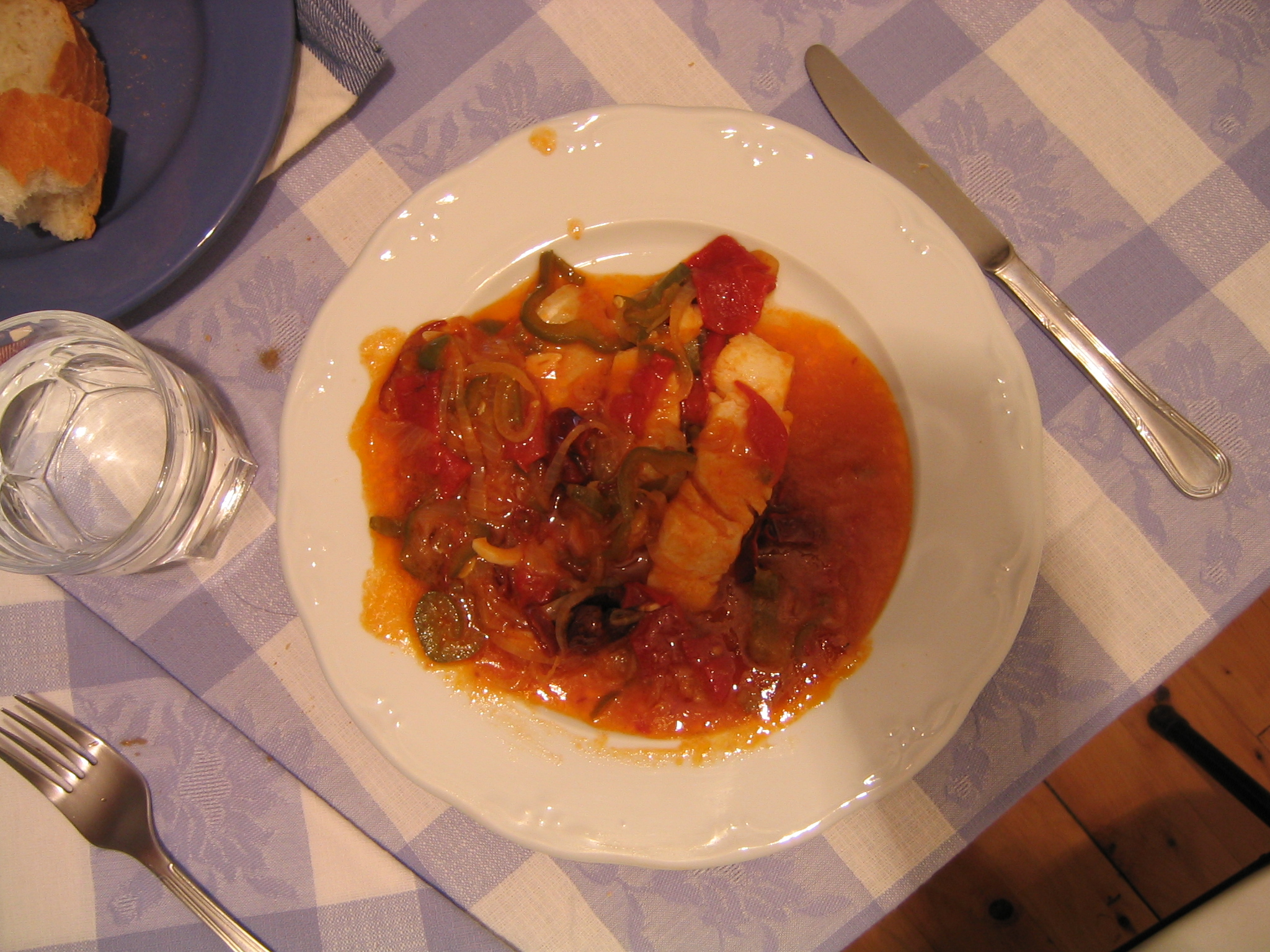
Plat de morue à lajoarriero.

L'ajoarriero (appelée aussi ajada en Galice) est un plat typique d'Espagne élaboré à base de pommes de terre, d'ail, d'œuf et d'huile, le tout finement écrasé dans un mortier. Cette préparation s'ajoute à certains aliments, en particulier des poissons, dont le plus connu est la morue à l'ajoarriero. Il est surtout représenté en Aragon, en Navarre, à La Rioja, en Castille et Léon et en Requena-Utiel (Valence).

## Caractéristiques
On mélange tous les ingrédients, ail, purée de pommes de terre, huile d'olive (mais tout autre huile végétale peut être utilisée) dans un mortier et sont bien malaxés. On ajoute du jus de citron pour donner une légère saveur acide très appropriée pour les viandes au gril. De par sa texture, cet appareil peut aussi se substituer fonctionnellement à une sauce aïoli.

## Origine
On pense que son origine est dans les arrieros qui l'utilisaient comme moyen de conservation des aliments pendant les longs trajets et les mois estivaux. Peu à peu, la formule a été introduite dans les auberges (posadas) et les ventes dans lesquelles les arrieros découchaient[pas clair], et de là, est passée à la culture gastronomique populaire. De nos jours, ce plat est considéré comme un grand mets. Il existe des conflits quant à l'origine aragonaise, navarraise, castillanne ou basque.

## Usages
Il est utilisé dans diverses préparations culinaires. Une des recettes les plus connues est celle de la morue à l'ajoarriero. Cependant, il existe d'autres préparations dans lesquelles ces ingrédients interviennent, comme peuvent l'être les courgettes (courgettes farcies d'ajoarriero), dans les pâtes comme les cannellonis (cannellonis de morue ajoarriero), avec des mollusques et des crustacés (ajoarriero de langouste), etc.